# Fareed Sadat
Fareed Sadat (dari : فريد سادات) est un footballeur international afghan né le 10 novembre 1998. Il évolue au poste d'attaquant à Nakhonsi United.

## Biographie
Il naît à Kaboul en 1998. En 2011, il rejoint une partie de sa famille à Espoo en Finlande.

### En club
Il commence le football au FC Espoo puis à Atlantis avant de poursuivre sa formation au Grankulla IFK. Il y commence sa carrière senior en 2014 mais ne prend part à aucune rencontre, devant se contenter de deux apparitions sur le banc. 
En 2015 il retourne dans son premier club, le FC Espoo. Il ne joue qu'un seul match, en Suomen Cup le 24 janvier 2015. Il inscrit alors un quadruplé lors d'une victoire 9-0 contre le FC Kelan.
En 2016, il s'engage avec le FC Lahti en Veikkausliiga. Il fait ses débuts le 23 janvier 2016 en Liigacup lors d'une victoire 1-0 face au Helsinki IFK. Le club remporte la compétition et il entre en jeu durant la finale remportée aux tirs au but 0-0 (4-3) le 19 mars 2016 face au SJK Seinäjoki. Il marque son premier but lors de ses débuts en championnat le 28 avril 2016 avec une victoire 4-0 contre le Vaasan Palloseura.
En 2019, il s'engage avec le Haukar Hafnarfjörður en 1. deild karla. Il marque un triplé lors de ses débuts, le 13 avril 2019 contre le KF Framherjar-Smástund en Mjólkurbikarinn (victoire 5-2). Il fait ses débuts en championnat le 5 mai 2019 lors d'une défaite 2-1 face au Fjölnir Reykjavik. À l'issue de la saison, le club est avant-dernier et est relégué en 2. deild karla.
Après six mois sans club, il revient en Finlande du côté de Musan Salama, alors pensionnaire d'Ykkönen. Il fait ses débuts le 4 juillet 2020 lors d'une défaite 2-0 contre l'AC Kajaani. Il inscrit son premier but trois semaines plus tard lors d'une victoire 5-1 contre l'IF Gnistan.
Au début du mois de septembre 2020, il rejoint l'AC Oulu qui est alors le leader du championnat. Il dispute son premier match le 12 septembre face à la réserve du SJK Seinäjoki (1-1). Il débloque son compteur but le 10 octobre en inscrivant un doublé, qui offre la victoire 2-1 à son équipe, contre son ancien club Musan Salama. Le club termine champion d'Ykkönen et se voit promu en Veikkausliiga pour la saison 2021.

### En équipe nationale

#### Finlande
Il compte 3 sélections en équipe de Finlande des moins de 19 ans. La première survient le 23 mars 2017 lors d'une défaite 1-0 contre les Pays-Bas.

#### Afghanistan
En 2019, il reçoit 3 sélections avec l'équipe olympique d'Afghanistan.
Il honore sa première sélection en équipe d'Afghanistan le 25 décembre 2018, en amical contre le Turkménistan (défaite 2-0).
Il participe ensuite aux éliminatoires du Mondial 2022 mais n'entre pas en jeu.

## Palmarès
- Liigacup
  - Vainqueur : 2016
- Ykkönen (D2)
  - Champion : 2020